# Tia Neiva
Neiva Chaves Zelaya (Propriá, 30 de outubro de 1925 — Brasília, 15 de novembro de 1985), mais conhecida por Tia Neiva, foi uma médium clarividente brasileira que fundou o Vale do Amanhecer, doutrina espiritualista que agrega elementos de várias religiões.

## Infância
Neiva cresceu na região da cidade de Jaraguá junto de sua família, seu pai Antônio de Medeiros Chaves, sua mãe, Maria de Lourdes Seixas Chaves (D. Sinharinha), e seus 3 irmãos: Nivaldo, José Luís e Maria de Lourdes (Linda).

## Casamento
Casou-se, aos 18 anos, com Raul Zelaya Alonso, então secretário do engenheiro Bernardo Sayão e com ele teve 4 filhos: Gilberto, Carmem Lúcia, Raul Oscar e Vera Lúcia. Ficou viúva aos 22 anos.

## Profissão
Viúva, com 4 filhos e sem recursos, buscou atividades comerciais para sobreviver - abriu o Foto Neiva, em Ceres, trabalhou como costureira, agricultora e, por fim, aprendeu a dirigir e se tornou a primeira motorista profissional do Brasil. Com seu caminhão e seus filhos a tiracolo, percorreu diversos estados brasileiros, atuando como frentista ou mascate, até fixar-se em Goiânia e receber o convite, por parte de Bernardo Sayão, para trabalhar na construção de Brasília. Mudou-se para a Cidade Livre (atual Núcleo Bandeirante), onde, aos 33 anos, teve despertada a sua mediunidade.

## Espiritualidade
Em 1958 deixou o Núcleo Bandeirante, onde começara sua missão espiritualista, e junto com seus filhos Gilberto, Carmem Lúcia, Vera Lúcia e Raul, e mais cinco famílias espiritualistas, fundou, em 8 de novembro de 1959, a União Espiritualista Seta Branca - UESB, na Serra do Ouro, próximo a Alexânia (GO).
No templo, pacientes eram atendidos pelos médiuns que ali residiam, em construções de madeira e palha. Tia Neiva mantinha ali, também, um "hospital" e um orfanato com cerca de oitenta crianças. Plantavam, faziam farinha e tábuas para vender, e pegavam fretes.
Em 9 de novembro de 1959, Tia Neiva ingressou na Alta Magia de Nosso Senhor Jesus Cristo. Em 1964 mudou-se para Taguatinga, onde funcionou a Ordem Espiritualista Cristã. Neste mesmo ano Tia Neiva foi internada por causa da tuberculose.
Após longa busca, Tia Neiva e seu grupo chegaram a Planaltina, em 9 de novembro de 1969, onde fundou o atual Vale do Amanhecer.
Hoje, o Vale do Amanhecer conta com cerca de 800 mil médiuns iniciados, atuantes em mais de mil templos no Brasil e em outros países.